# Gaudencjusz (imię)
Gaudencjusz – oboczna forma męskiego imienia Gaudenty, pochodzenia łacińskiego. Wywodzi się od słowa gaudentius, 'radujący się', co oznacza "człowieka o radosnym usposobieniu". 

Patronem imienia jest m.in. św. Gaudenty (biskup Brescii) wspominany 25 października.
Formą żeńską jest Gaudencja.
Gaudencjusz imieniny obchodzi 22 stycznia, 19 czerwca, 25 sierpnia i 14 października.
Zobacz też:
- Saint-Jouvent